# 新光人壽保險摩天大樓
新光人壽保險摩天大樓，簡稱新光摩天大樓，是位於臺灣臺北市台北站前商圈的摩天大樓，臺北車站位於本大樓前。新光人壽保險摩天大樓是臺北第四高樓，曾為臺灣第一高樓。

## 概要
新光摩天大樓完成於1993年12月21日，地上51層、地下7層、總高度244.15公尺。曾為台灣建築史上最高的摩天大樓，但在高雄85大樓（1997年）、台北101（2004年）、臺北南山廣場（2017年）、遠雄THE ONE（2020年）與富邦信義A25園區（2022年）相繼落成後，目前為台灣第六高樓。大樓內地下2至地上13層為新光三越百貨台北站前店。
新光摩天大樓原址於二戰後是「臺灣鐵路飯店」。新光人壽1963年在館前路創立，故挑選此塊鄰近館前路的基地興建摩天大樓。新光金融控股公司於2002年創立後，也將總部設置於此。
2005年10月，臺北市政府新聞處舉辦市民票選「臺北市十大建築」活動，新光摩天大樓名列第8，與臺北101、美麗華摩天輪、中正紀念堂、圓山大飯店、總統府、國父紀念館、西門紅樓、中油大樓、臺北之家等建築齊獲選代表臺北市的特色建物，另有監察院廳舍與臺北市市政大樓則分別名列第11、12位。
2022年8月27日中華民國數位發展部成立，成立初期預計分兩處辦公，原國家通訊傳播委員會延平南路辦公室為部本部，並租用新光摩天大樓部分樓層設「中繼辦公室」。

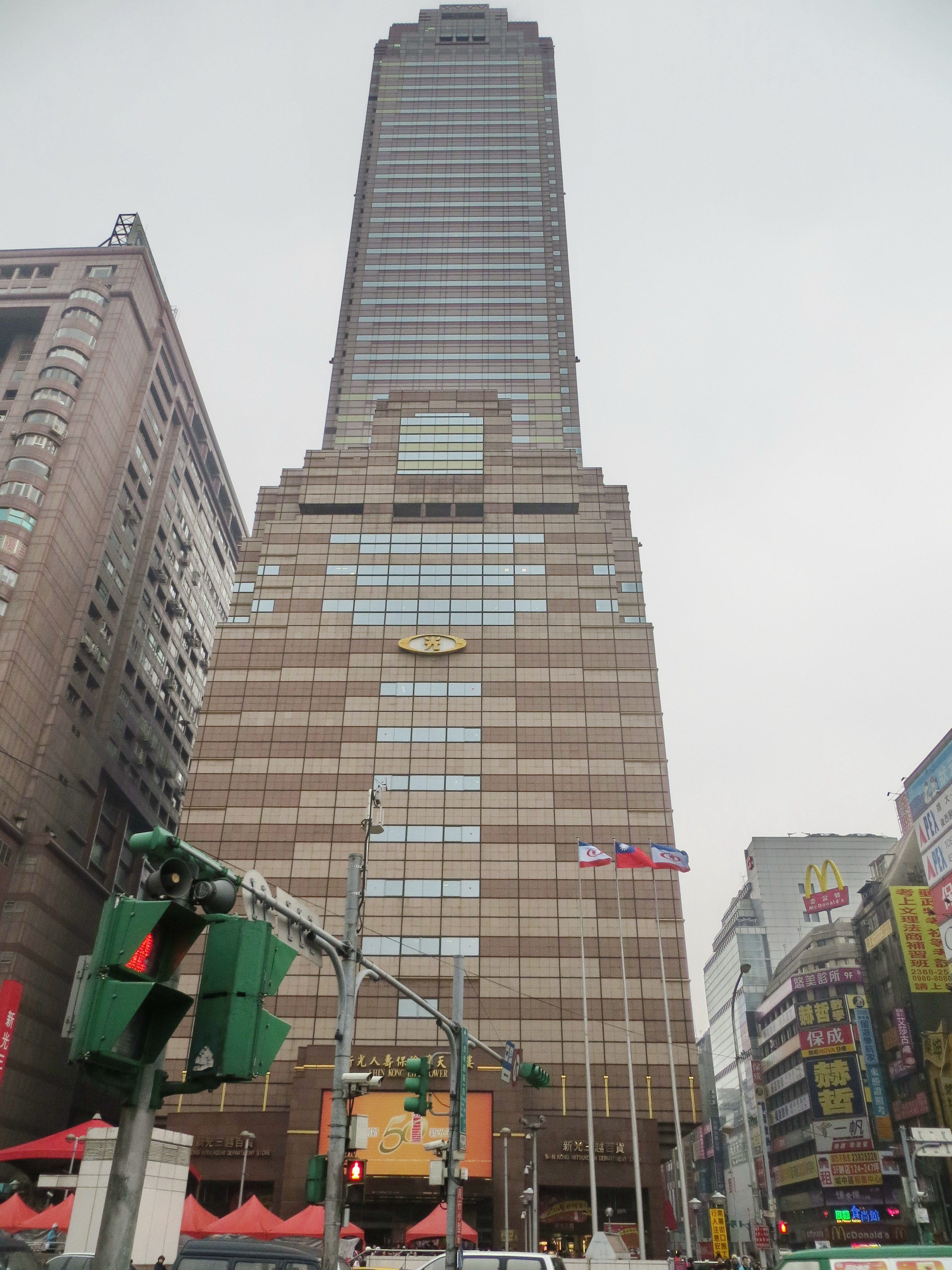
從忠孝西路一段向南望新光人壽保險摩天大樓
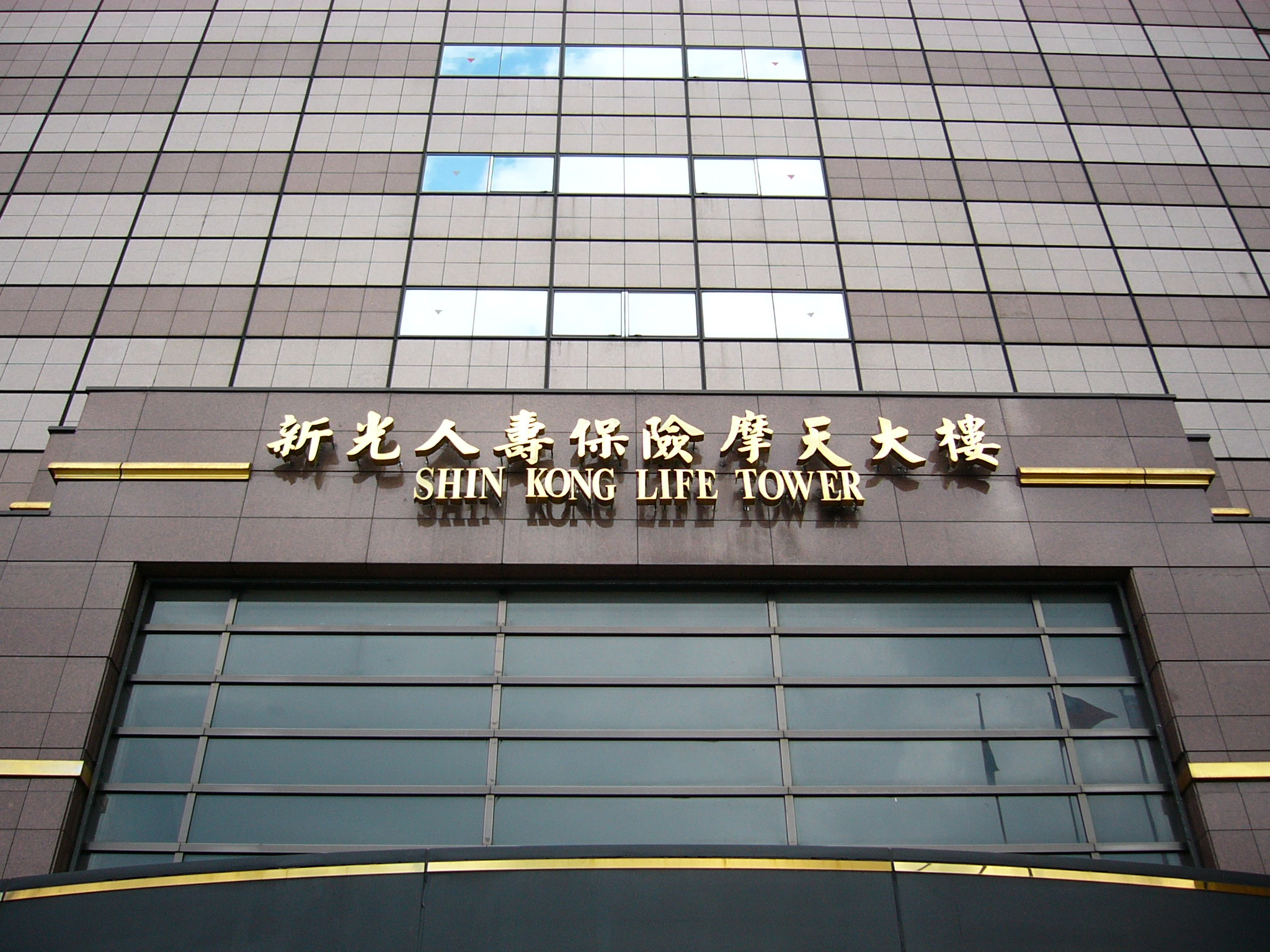
新光人壽保險摩天大樓正面外牆題字

## 頂樓展望台
新光摩天大樓的46樓展望台曾為台北市最知名的旅遊景點之一，只需要購票便可搭電梯直上46樓一覽台北盆地的景色。
新光摩天大樓展望台曾創下一天6,000多名參觀者的紀錄。而後展望台於2006年結束。
目前展望台的空間已出租給來自日本的直銷公司環貫綠佳利使用，同時也是該大樓登高比賽的終點。

## 登高比賽
1994年10月16日，新光人壽首度開辦大樓登高比賽，並開啟台灣登高賽史，比賽使用了46層樓1,006階，台北體院的邱次郎以及台北市青年公園慢跑俱樂部的張美蓮分別以5分45秒及8分16秒拿下首屆男子、女子組的冠軍。現今的最佳成績，則是男子選手陳仲仁在第18屆（2004年7月）時的5分32秒與李筱瑜在第19屆（2004年12月）時創下的6分52秒。
而此項比賽雖然並非台灣最高樓的大樓登高比賽，卻是台灣登高賽史上最負盛名、也是歷史最悠久的登高賽。

## 樓層
| 樓層 | 用途                   |
| ---- | ---------------------- |
| 51   |                        |
| 50   |                        |
| 49   |                        |
| 48   |                        |
| 47   |                        |
| 46   | 環貫綠佳利公司         |
| 45   |                        |
| 44   |                        |
| 43   |                        |
| 42   |                        |
| 41   |                        |
| 40   |                        |
| 39   |                        |
| 38   |                        |
| 37   |                        |
| 36   |                        |
| 35   |                        |
| 34   |                        |
| 33   |                        |
| 32   |                        |
| 31   |                        |
| 30   |                        |
| 29   |                        |
| 28   |                        |
| 27   |                        |
| 26   |                        |
| 25   |                        |
| 24   |                        |
| 23   |                        |
| 22   |                        |
| 21   | 善心無界展望協會       |
| 20   | 數位發展部數位產業署   |
| 19   |                        |
| 18   |                        |
| 17   |                        |
| 16   |                        |
| 15   |                        |
| 14   |                        |
| 13   | 新光三越百貨台北站前店 |
| 12   | 新光三越百貨台北站前店 |
| 11   | 新光三越百貨台北站前店 |
| 10   | 新光三越百貨台北站前店 |
| 9    | 新光三越百貨台北站前店 |
| 8    | 新光三越百貨台北站前店 |
| 7    | 新光三越百貨台北站前店 |
| 6    | 新光三越百貨台北站前店 |
| 5    | 新光三越百貨台北站前店 |
| 4    | 新光三越百貨台北站前店 |
| 3    | 新光三越百貨台北站前店 |
| 2    | 新光三越百貨台北站前店 |
| 1    | 新光三越百貨台北站前店 |
| B1   | 新光三越百貨台北站前店 |
| B2   | 新光三越百貨台北站前店 |
| B3   |                        |
| B4   |                        |
| B5   |                        |
| B6   |                        |
| B7   |                        |